# Bluff City (Tennessee)
Bluff City – miasto w Stanach Zjednoczonych, w stanie Tennessee, w hrabstwie Sullivan.